# Photinia
Genre
Classification phylogénétique
Photinia, ou les Photinies, est un genre de plantes à fleurs de la famille des Rosacées. Il comprend de 40 à 60 espèces d'arbustes originaires de souche de l'Himalaya et d'Asie. 
Les Photinia ont été hybridées par l'homme. Ces photinias sont alors utilisés comme arbustes d'ornement seuls ou en massifs ou en haie simple ou mixte (souvent en mélange avec le laurier du Caucase). L'intérêt est alors dans son caractère bicolore quasiment permanent : les jeunes feuilles sont en effet rouges et virent au vert foncé en vieillissant.
Il fleurit d'avril à mai avec de petites fleurs groupées en bout de branches, odeur un peu forte et âcre, hauteur moyenne 1,50 m.
Le Photinia apprécie le soleil et est résistant au froid jusqu'à -15 °C.

## Étymologie
Le nom Photinia  vient du grec φωτεινός - phôteinos, brillant, lumineux, en référence à l'apparence des feuilles.

## Liste des espèces

### Espèces les plus connues
- Photinia davidiana (Dcne.) Cardot
- Photinia floribunda (Lindl.) Robertson et Phipps
- Photinia ×fraseri Dress
- Photinia glabra (Thunb.) Maxim.
- Photinia melanocarpa (Michx.) Robertson et Phipps
- Photinia pyrifolia (Lam.) Robertson et Phipps
- Photinia serratifolia (Desf.) Kalkm.
- Photinia villosa (Thunb.) DC.

### Espèces persistantes
- Photinia amphidoxa (voir Stranvaesia amphidoxa)
- Photinia anlungensis
- Photinia beckii
- Photinia berberidifolia
- Photinia bodinieri
- Photinia chihsiniana
- Photinia chingiana
- Photinia crassifolia
- Photinia davidiana (voir Stranvaesia davidiana)
- Photinia davidsoniae
- Photinia glabra
- Photinia glomerata
- Photinia integrifolia
- Photinia kwangsiensis
- Photinia lanuginosa
- Photinia lasiogyna
- Photinia lasiopetala
- Photinia lochengensis
- Photinia loriformis
- Photinia megaphylla
- Photinia nussia (voir Stranvaesia nussia)
- Photinia prionophylla
- Photinia prunifolia
- Photinia raupingensis
- Photinia serratifolia (syn. Photinia serrulata)
- Photinia stenophylla
- Photinia tomentosa (voir Stranvaesia tomentosa)
- Photinia tushanensis
- Photinia zhejiangensis

### Espèces caduques
- Photinia arguta (syn. Pourthiaea arguta)
- Photinia beauverdiana (syn. Pourthiaea beauverdiana)
- Photinia benthamiana (syn. Pourthiaea benthamiana)
- Photinia bergerae
- Photinia blinii
- Photinia calleryana (syn. Pourthiaea calleryana)
- Photinia callosa
- Photinia chingshuiensis (syn. Pourthiaea chingshuiensis)
- Photinia fokienensis
- Photinia hirsuta
- Photinia impressivena
- Photinia komarovii
- Photinia lucida (syn. Pourthiaea lucida)
- Photinia obliqua
- Photinia parvifolia (syn. Pourthiaea parvifolia)
- Photinia pilosicalyx
- Photinia podocarpifolia
- Photinia schneideriana
- Photinia tsaii
- Photinia villosa (syn. Pourthiaea villosa)